# MAC-24/29
Das MAC-24/29 war ein leichtes französisches Maschinengewehr. Es ist auch als FM 24/29 (fusil-mitrailleur Mle 1924/29) bekannt oder  als MG Modell Châtellerault.

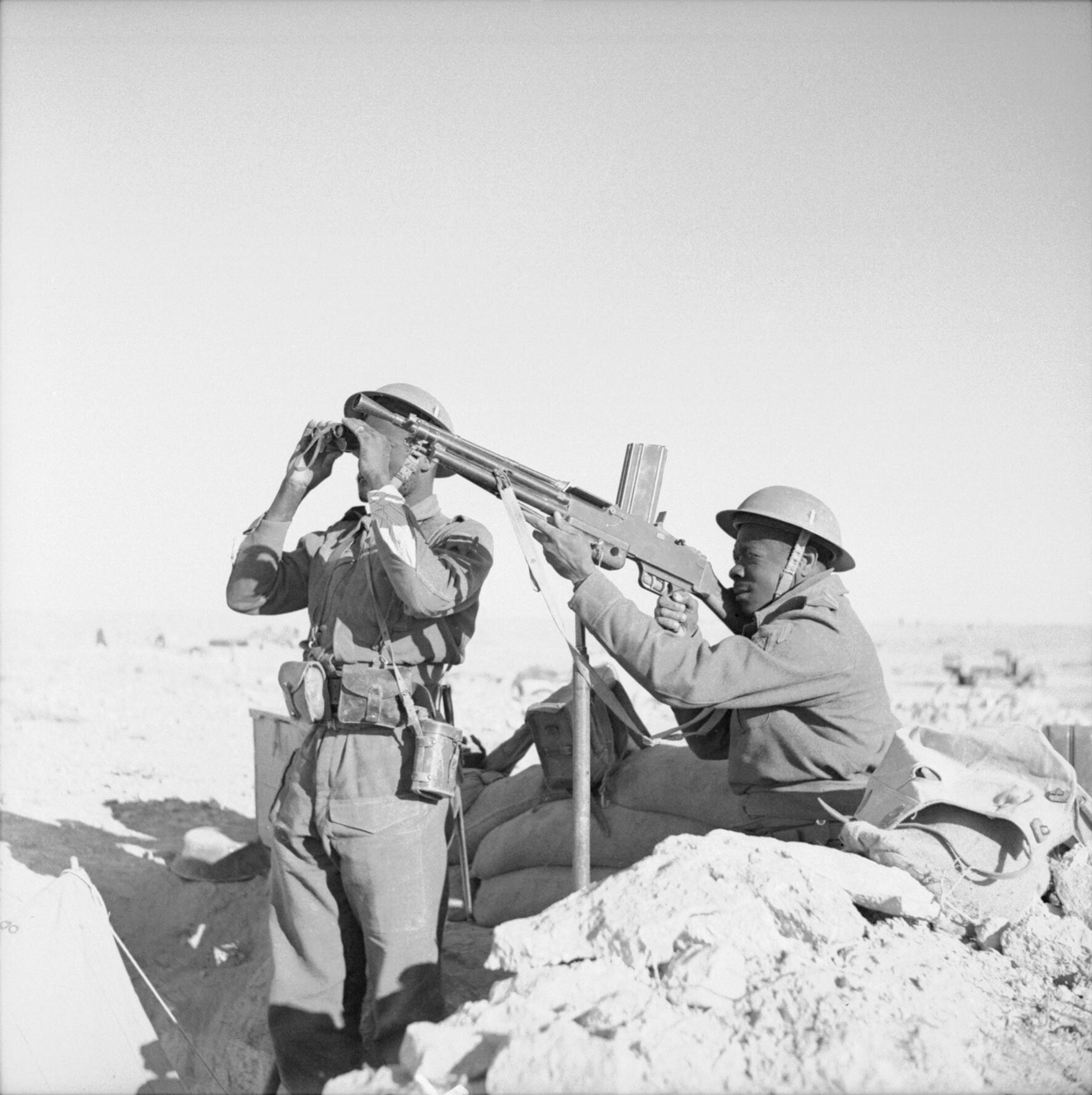
Einsatz des MAC-24/29 1942 in Nordafrika

## Geschichte
Nach dem Ersten Weltkrieg sah sich das Militär in Frankreich gezwungen, die Maschinengewehrausrüstung der Truppen zu modernisieren. Insbesondere das leichte MG Chauchat, ein Rückstoßlader, hatte sich als unzulänglich herausgestellt. Dies war nur zum Teil auf die wenig robuste Konstruktion des Chauchat zurückzuführen, sondern vor allem auf die völlig veraltete Randpatrone im Kaliber 8 mm Lebel. Eine zeitgemäße tragbare Schnellfeuerwaffe tauchte erst im letzten Kriegsjahr auf den Gefechtsfeldern auf und zwar in der Form des Browning Automatic Rifle (BAR), das vom amerikanischen Expeditionskorps eingesetzt wurde. Es verschoss die randlose Patrone .30-06 Springfield, die sich sehr viel besser für Maschinenwaffen eignete.
Nach Ende des Ersten Weltkrieges evaluierte Frankreich die verfügbaren leichten MGs, darunter das BAR, Berthier M1922, Darne M1922, Madsen, Hotchkiss M1922 und Lewis. Das BAR fand Anklang und Frankreich erwog, die Waffe nachzubauen. Die Produktion sollte in Frankreich stattfinden, doch konnte keine Einigung mit Browning über die Lizenzgebühren erzielt werden. Daher wurde ein eigenes Maschinengewehr nebst moderner randloser Munition (7,5 × 58 mm) entwickelt, das die besten Lösungen der untersuchten Waffen kombinierte. Den Zuschlag erhielt die staatliche Waffenschmiede in Châtellerault.

## Entwicklung, Technik
Als Muster für die Konstruktion des Châtellerault-MGs dienten das BAR und das Berthier-MG. Die Entwicklung war von immensen Schwierigkeiten begleitet. Das neue Modell wurde 1924 an die Truppen ausgeliefert. Durch die parallele Verwendung von erbeuteten deutschen MGs im Kaliber 8 × 57 mm kam es zu Verwechselungen, da sich die Patronen äußerlich zu wenig voneinander unterschieden. Insbesondere konnte eine 8×57-mm-Patrone in das Patronenlager eingeführt werden und der Verschluss verriegeln sowie die Patrone zünden. Durch den größeren Geschossdurchmesser kam es zu Laufsprengungen. Sowohl Waffe als auch Munition mussten gründlich überarbeitet werden. Dies geschah mit dem Modell von 1929. Hier wurde die neue, 3 mm kürzere 7,5-mm-Patrone eingeführt und das Patronenlager angepasst, wodurch es in den Mle. 24/29 nicht mehr möglich war, bei einer versehentlich zugeführten 8-mm-Patrone den Verschluss zu verriegeln. Ältere Modelle wurden modernisiert. Erst die neue Version konnte überzeugen und bewährte sich im Truppendienst.
Das MAC-24/29 ist ein zuschießender Gasdrucklader mit feststehendem Lauf und langem Gaskolbenrücklauf. Der Gaskolben und der Verschlussträger sind aus einem Stück gefertigt. Der Kippblockverschluss ähnelt dem des Berthier-MG. Dieser ist an seinem hinteren Ende mit zwei Kettengliedern mit dem Verschlussträger verbunden, der ihn zum Verriegeln nach oben kippt, worauf er mit seinem hinteren Ende ins Verschlussgehäuse einrastet. Der Zündstift sitzt fest auf dem Verschlussträger und zündet in der letzten Phase des Vorlaufes desselben die Patrone durch eine Bohrung im nun verriegelten Verschluss. Die Schließfeder liegt hinten in einer Bohrung im Verschlussträger. Die im Anschlagkolben liegende Pufferfeder bewirkt, dass die Waffe beim Schießen nicht rüttelt und damit auch im Dauerfeuer leicht zu beherrschen ist. Die Waffe hat zwei Abzüge: der vordere für Einzel-, der hintere für Dauerfeuer. Der Spannschieber ist vom Verschluss entkoppelt; die Hülsen werden nach rechts ausgeworfen.
Die vorne am Lauf angebrachte Vorderstütze war nicht verstellbar, zur Verbesserung der Schussleistung konnte hinten am Kolben eine in ihrer Länge verstellbare Hinterstütze angebracht werden, was präzisere Schussgruppen auch für größere Distanzen ermöglichte.
Das Maschinengewehr blieb bis in die 1950er-Jahre im Einsatz der französischen Streitkräfte, bis es durch das AA-52 ersetzt wurde.
Das Châtellerault ist eines von mehreren leichten Maschinengewehren, die vom Berthier, dessen Ursprünge bis ins Jahr 1905 zurückreichen, abstammen. Die anderen beiden sind das Vickers-Berthier und das ZB vz. 26, das schließlich zum Bren führte.